# Byšičky (Lysá nad Labem)
Byšičky jsou jednou z nejzachovalejších barokních vesnic na území České republiky, v současnosti jedna ze čtyř místních částí středočeského města Lysá nad Labem. V bezprostřední blízkosti centra Byšiček se nalézá Byšická tůň, která je součástí přírodní rezervace Káraný – Hrbáčkovy tůně, vyhlášené v roce 2014. Samotné Byšičky, vybudované na půdorysu okrouhlice, jsou zapsané jako kulturní památka v Ústředním seznamu nemovitých kulturních památek České republiky, stejně jako nedaleký dvůr Karlov, bývalý barokní špitál, založený v druhé dekádě 18. století majitelem lyského panství hrabětem Františkem Antonínem Šporkem.

## Historie
Byšičky stojí na místě bývalého pravěkého sídliště, jak dokládají nálezy z šedesátých let 20. století, které jsou k vidění v muzeu Bedřicha Hrozného v Lysé nad Labem. Předpokládá se zde osídlení Kelty i Germány. Původně se osada jmenovala Byšice. V Byšici stál most přes Labe, z něhož zbyl do dnešní doby jen zbytek nájezdu. Osada Byšice a most byly poničeny roku 1421 během husitských válek, kdy vojska vypálila i augustiniánský klášter v Lysé. V průběhu 15. století ves stejně jako většina ostatních vsí v okolí postupně zanikala a zkázu dovršila třicetiletá válka.
O obnovu vsi se zasloužil majitel místního panství hrabě František Antonín Špork, který v roce 1717 nařídil založit novou vesnici s názvem Byšičky. Půdorys vesnice je nyní stavební památka chráněná státem. Hrabě Špork údajně podle pravzoru původních slovanských osad nechal postavit osm velkých stavení do kruhu okolo návsi (okrouhlice). Uprostřed ní stojí pseudogotická kaple sv. Václava vysvěcená 3. října 1888. Uvnitř je mj. vyzdobena votivním obrazem od Jana Heřmana.
Kapličku obklopuje čtveřice památných lip velkolistých, jejichž ochrana byla vyhlášena 25. dubna 2002.

## Byšičky ve filmu
V Byšičkách se natáčela řada českých filmů; nejznámější je Procesí k panence (režie Vojtěch Jasný, 1961). Natáčel se zde i film Příliš hlučná samota s Philippem Noiretem (1994).

## Fotogalerie

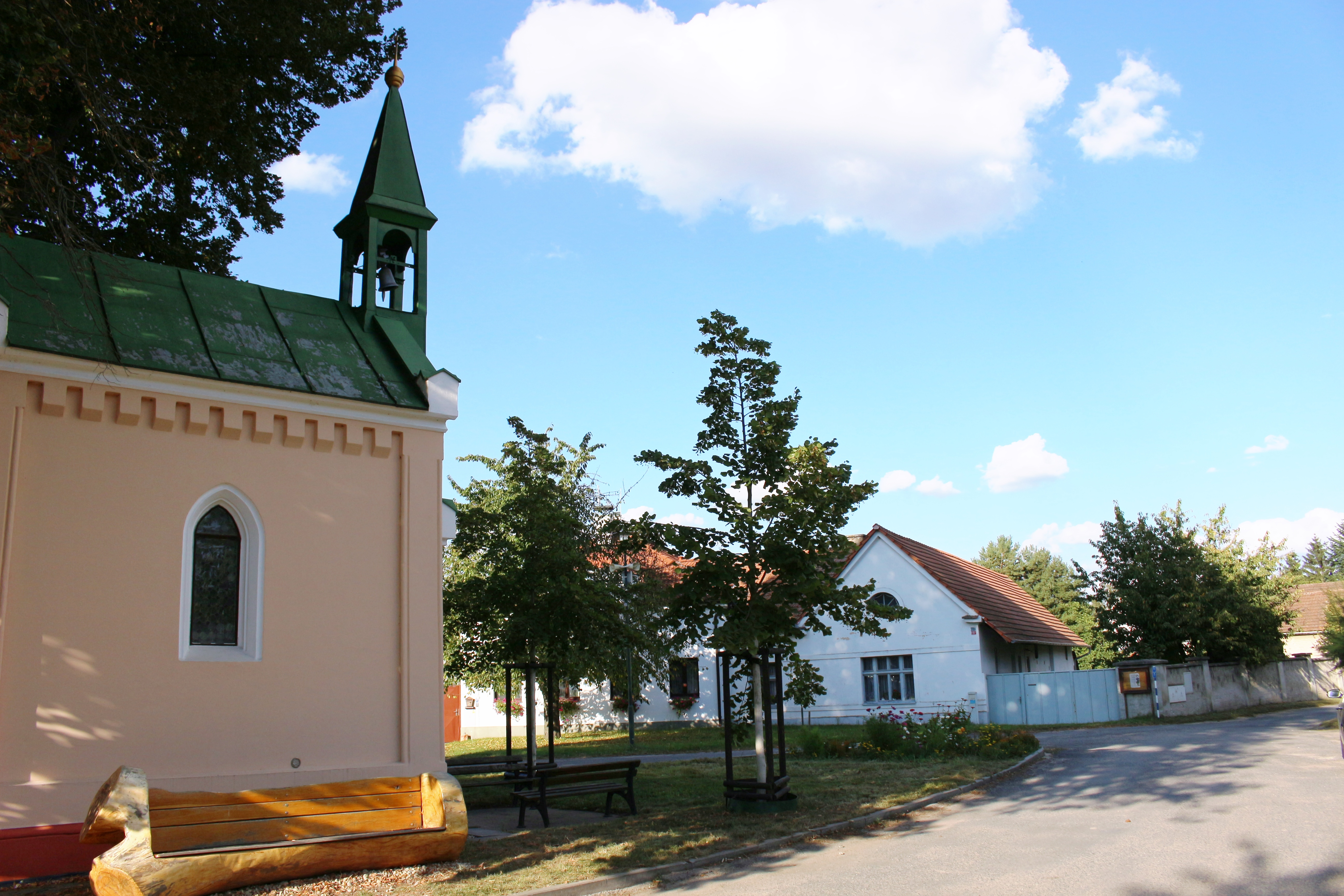
Pohled od kaple k západu
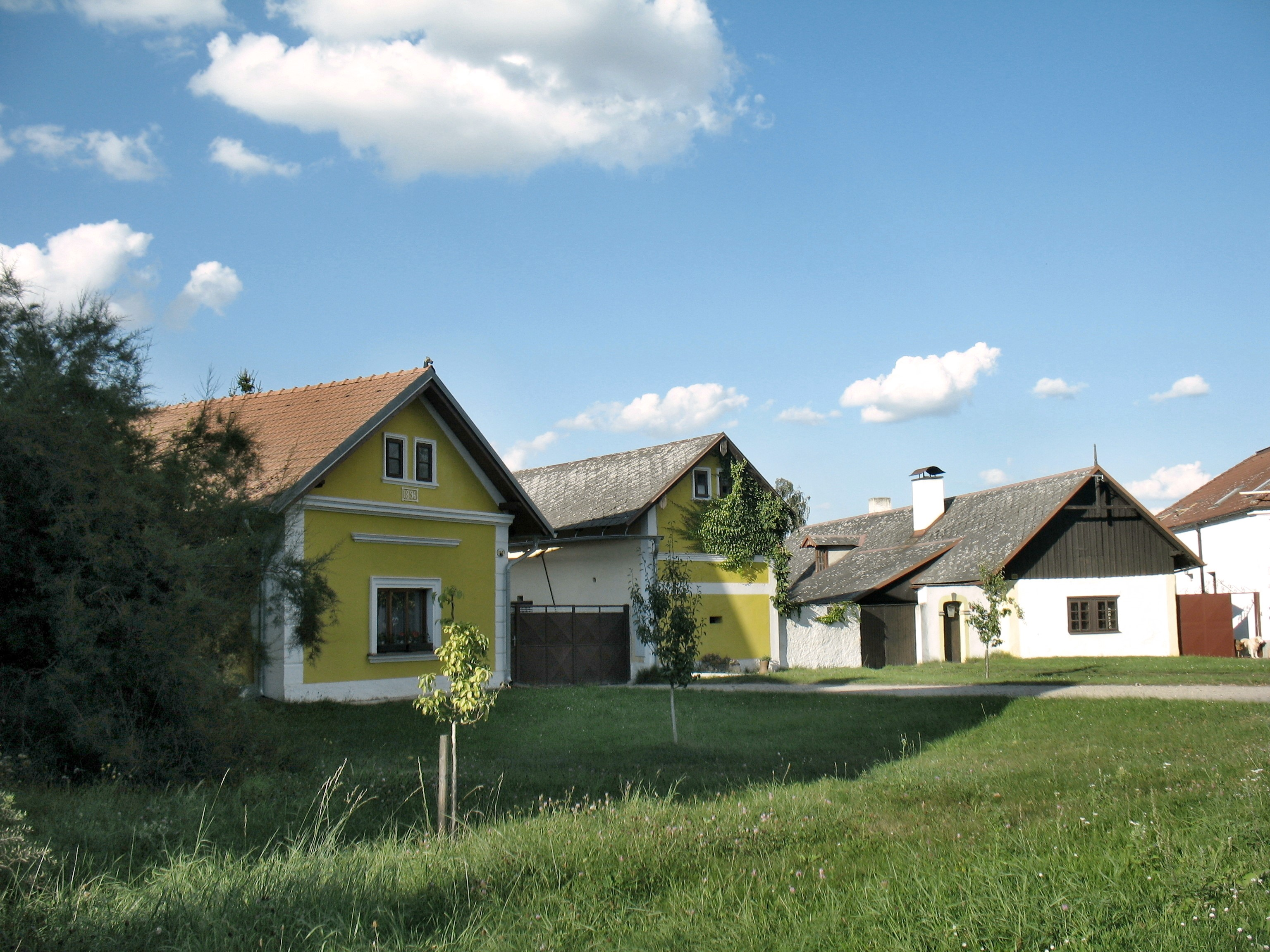
Statky na okrouhlé návsi
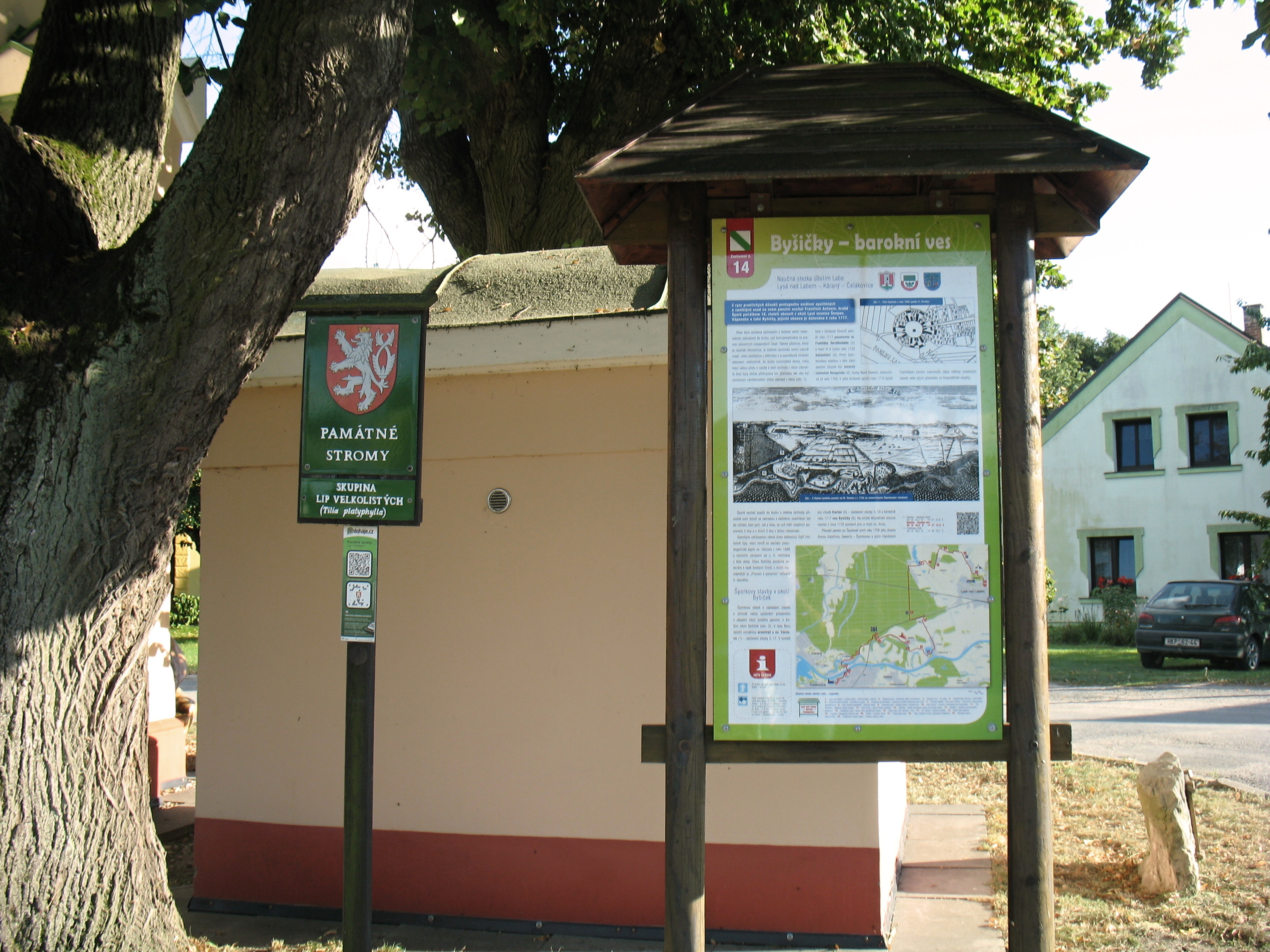
Informace o historii obce
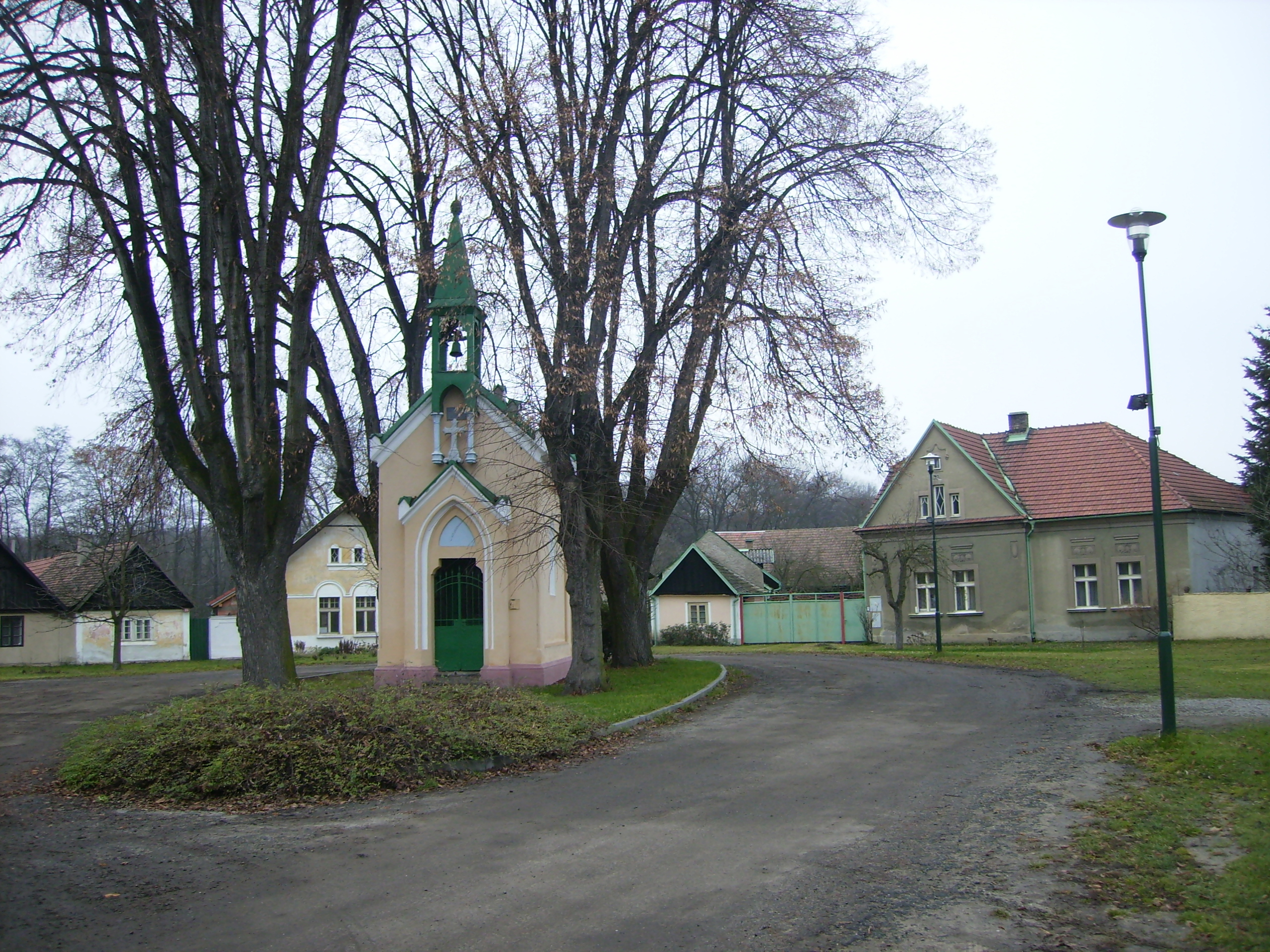
Kaple sv. Václava a památné lípy
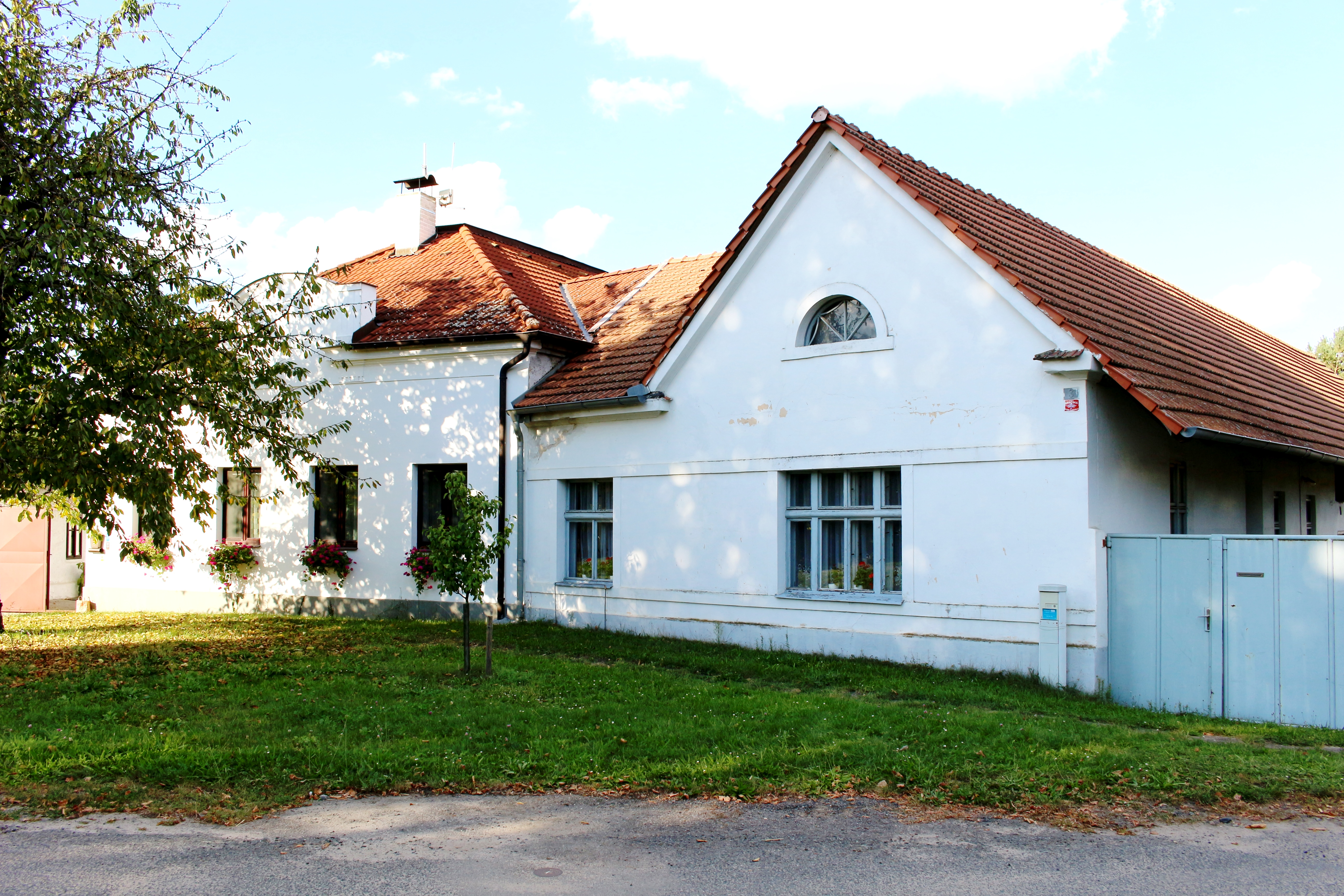
Domy čp. 3 a 28